# オオヤマネ
オオヤマネ(学名Glis glis、英名Edible dormouse)は、ヤマネ科の哺乳類である。オオヤマネ属の唯一の現生種である。

## 特徴
オオヤマネはヤマネ類のなかで最も大きく、尾を除いて14-19センチメートル、それに加えて尾が11-13センチメートルほどになる。体重は120-150グラムほどのことが多いが、冬眠直前にはその2倍近くになることもある。体はリスに似ていて、耳は小さく、脚は短いが、足は大きい。体のほとんどが灰色か灰色がかった茶色の毛に覆われており、白い肌の露出した腹部とははっきりとした境界がある。他のヤマネ類とは違い、眼の周りの淡いリング状の部分を除けば、顔に黒い模様はない。尾は長く、体の毛よりもわずかに色の暗い毛に覆われている。雌は4対から6対の乳首を持つ。
オオヤマネは限られた自切能力を持つ。他の動物に尾を掴まれると、尾の皮膚は容易に破れて中の骨から外れるので、オオヤマネは逃げることができる。その後露出した脊椎は折れて外れ、傷は治癒する。

## 分布
オオヤマネは西ヨーロッパに広く見られるが、ポルトガル、スカンディナビア、スペインの大部分、イギリスのほか、フランス、ドイツ、ベルギー、オランダ、ルクセンブルクの北部沿岸にはいない。中央ヨーロッパとバルカン半島にはわずかしか分布していないが、北東側にはボルガ川上流部まで分布する。サルディニア島、コルシカ島、シシリー島、クレタ島といった地中海とバルト海の多くの島々にも生息している。ヨーロッパ以外では、アナトリア北部とコーカサス地方の全域、カスピ海南岸沿いに個体群が散在している。
1902年、ライオネル・ウォルター・ロスチャイルドの私的コレクションから脱走したことで、イギリスのトリングに偶然導入された。その結果、イギリスのオオヤマネ個体群は、今では1万個体を超えるが、ビーコンズフィールド、エールズベリー、ルートンを結んでできる520平方キロメートルの地域に集中している。
本種は害獣とみなされることもあるが、イギリスでは本種を特定の方法で殺したり狩猟したりすることは法的に禁じられており、除去するには許可が必要である。

## 生態
オオヤマネはコナラ属やブナ属の優占する落葉樹林に生息する。標高でみると、0メートルから、前記のような森林の上限である1500メートルから2000メートルの範囲に分布する。岩壁や洞穴のある鬱蒼とした森林を好むが、潅木地や果樹園、都市周辺にも見られることがある。捕食者から身を守ることのできる400メートル近い深さの洞窟から見つかることもよくある。
個体群密度は1ヘクタールあたり2-22個体である。雌は0.15-0.76ヘクタールの小さな行動圏のみで生活するが、雄は複数の巣穴のある、0.8-7ヘクタールのより広い行動圏を持つ。
オオヤマネは基本的には植物食で、主に果実を食べる。ただし食性は柔軟で、樹皮や葉、花、無脊椎動物、さらには卵を食べることが報告されている。数が多くなると果樹園に損害を与えるために、害獣とみなされる。フクロウ、キツネ、マツテン、ヤマネコなどの動物がオオヤマネを食べる。

## 行動

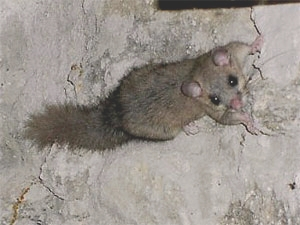
オオヤマネ

オオヤマネは夜行性で、日中は鳥から得た巣や木の洞などにいる。木登りがうまくほとんどの時間を樹上で過ごすが、飛び跳ねるのはあまり得意でない。近縁な成獣同士で小さな群れを作ることがまれに報告されているが、概して社会的ではない。
オオヤマネはさまざまな鳴き声を用いて音でコミュニケーションを取るほか、においによるコミュニケーションも行う。足と尾の付け根に臭腺があり、とくに繁殖期中に、地面にマーキングするのに用いられる。
局地的な気候条件によるが、オオヤマネはだいたい10月から5月にかけて冬眠する。冬眠中は軟らかい土壌に巣穴を作るか洞穴に隠れるかして、蓄えられた脂肪に頼って冬を生き延びる。その間、代謝率と体温は著しく低下し、1時間程度なら呼吸を完全に止めてしまうこともできる。

## 繁殖
繁殖期は6月下旬から8月中旬で、1年に一度しか出産しない。雄はなわばりをもたず、近くにいる複数の雌のなわばりを訪れて交尾する。このとき、雄は出会った他の雄に対して攻撃的になる。雄は鳴き声で雌を引き付け、円を描くような求愛行動を行った後、交尾する。
妊娠期間は20-31日で、一度に最大11頭の子を産むこともあるが、4-5頭がふつうである。新生児は目が見えず無力で、体重は約2-3グラム。16日目までには毛が生え、3週間ほどで目が見えるようになる。30日目あたりから巣を離れ始め、2回目の冬眠を行うまでには性的に成熟する。同じくらいの大きさの他の哺乳類と比べると、本種の寿命は非常に長く、野生で12年生きたという報告がある。

## 進化
オオヤマネ属の現生種はオオヤマネのみだが、化石種はいくつか知られている。オオヤマネ属は漸新世に起源するが、数が増えるのは鮮新世になってからである。更新世には、知られている限りではGlis sackdillingensis一種しか生き延びておらず、これが現生種の祖先になったと思われる。現生のオオヤマネは、初期から中期更新世に初めて出現する。

## 利用

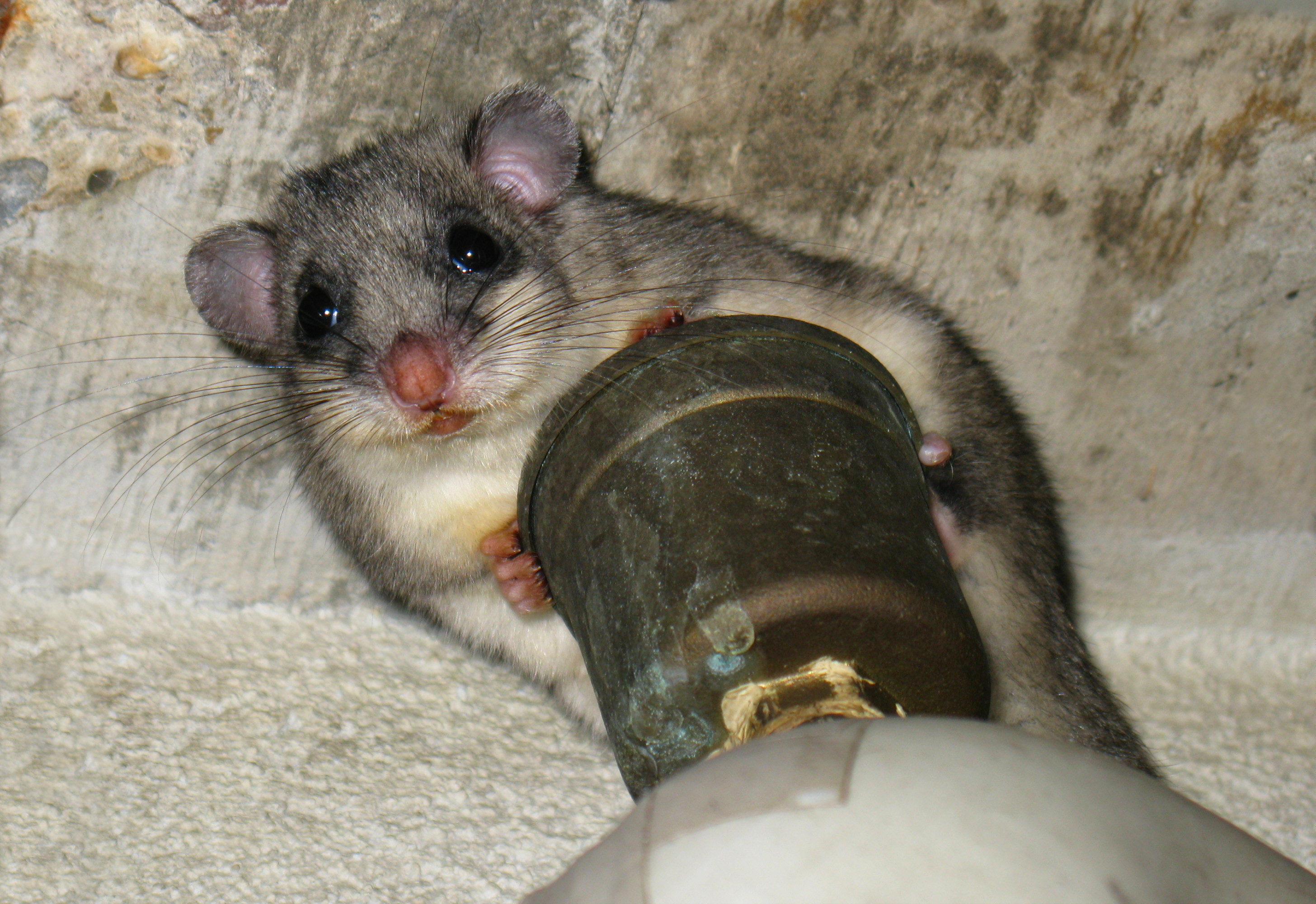
地下室内のオオヤマネ

古代ローマでは養殖され、主に軽食として食べられていたため、英語では食用ヤマネEdible dormouseと呼ばれる。オオヤマネは、大きな穴か、（スペースのない都市部では）現代でいうハムスター飼育用ケージと似た、glirariumと呼ばれるテラコッタの容器の中で育てられた。
今日でも、野生のオオヤマネはスロベニアで食用になっており、珍味とみなされている。オオヤマネを罠で捕まえるのは民族の伝統である。オオヤマネを食糧や毛皮として、またオオヤマネの脂肪を薬として用いることは、13世紀から記録が残っている。オオヤマネのごちそうは、貧しい農民にとって貴重なタンパク質源だった。